# Умуткерський сільський округ
Умутке́рський сільський округ (каз. Үміткер ауылдық округі, рос. Умуткерский сельский округ) — адміністративна одиниця у складі Бухар-Жирауського району Карагандинської області Казахстану. Адміністративний центр — село Умуткер.
Населення — 854 особи (2021; 1255 у 2009, 2121 у 1999, 2444 у 1989).
Станом на 1989 рік існувала Бабаєвська сільська рада (села Ульга, Умуткер, Тортколь).

## Склад
До складу округу входять такі населені пункти:
| Населений пункт | Населення, осіб (1989) | Населення, осіб (1999) | Населення, осіб (2009) | Населення, осіб (2021) |
| --------------- | ---------------------- | ---------------------- | ---------------------- | ---------------------- |
| Тортколь, село  | 480                    | 355                    | 141                    | 93                     |
| Ульга, село     | 457                    | 365                    | 250                    | 68                     |
| Умуткер, село   | 1507                   | 1401                   | 864                    | 693                    |